# ニトロニウムイオン

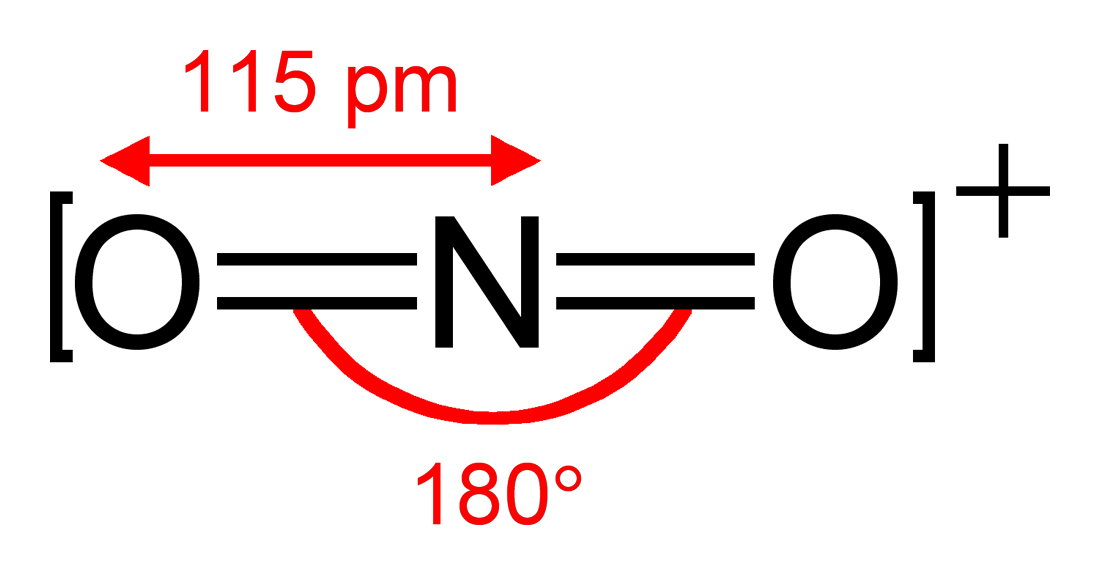
ニトロニウムイオンNO_{2}^{+}の構造と結合

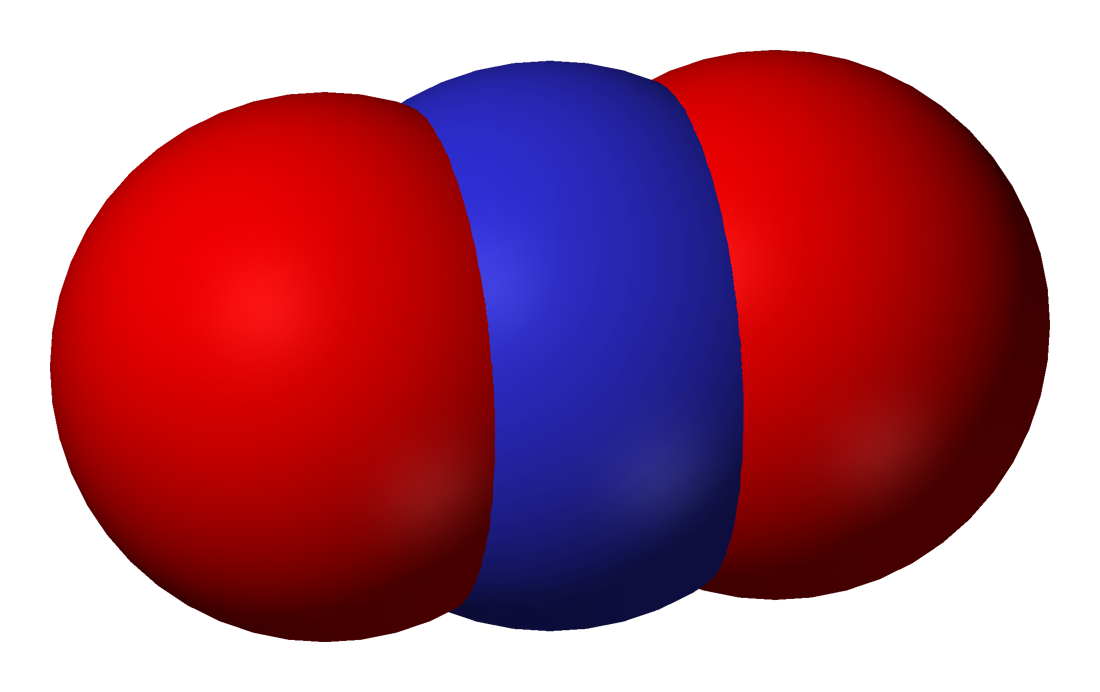
ニトロニウムイオンの空間充填モデル

ニトロニウムイオン (nitronium ion) は、化学式 NO2+ で表される不安定な陽イオンである。ニトロイルイオン (nitryl ion) とも呼ばれる。二酸化窒素分子から電子を1個除去することによって、もしくは硝酸をプロトン化することによって生じる。
通常は安定に存在しないが、他の物質をニトロ化する求電子剤として使用される。硫酸と硝酸を混合すると平衡において生じる。
2 H2SO4  +  HNO3  →  2 HSO4−  +  NO2+ +  H3O+
五酸化二窒素は固体状態でニトロニウムイオンと硝酸イオンの対の形で存在する。しかし、五酸化二窒素の液体や気体中には存在しない。求核力の低い陰イオン（過塩素酸イオンなど）と結合した過塩素酸ニトロイルなどは単離できるが、非常に反応性が高い。
ニトロニウムイオンは二酸化炭素と等電子構造であり、O-N-O 結合角は180度である。

## 関連化合物
フッ化ニトロイルや塩化ニトロイルなどは、沸点が低いこと（それぞれ−72 °Cと−6 °C）や N-X 結合が短いこと（それぞれ135 pmと184 pm）が示す通り、ニトロニウム塩ではなく共有結合性の化合物である。
テトラフルオロホウ酸ニトロニウムは安定な固体で、試薬として販売されており、有機合成においてニトロ化剤として用いられる。
ニトロニウムイオンに1個電子を追加すると、中性のラジカルの二酸化窒素となる。関連する陰イオンは亜硝酸イオン NO2− である。